# Hypognatha elaborata
Hypognatha elaborata är en spindelart som beskrevs av Arthur M. Chickering 1953. Hypognatha elaborata ingår i släktet Hypognatha och familjen hjulspindlar. Inga underarter finns listade i Catalogue of Life.